# ナックルプレス
ナックルプレス（英語：knuckle joint press）とは、プレス機械のうち、機械式プレスの一種。回転運動を往復運動に変換するためにナックル機構が用いられる。
モーターなどの回転運動をクランクによって往復運動に変換し、さらにリンク機構を使ってスライド直線運動に変換するようにしたもの。下死点付近のスライドの速度を遅くできる、ストローク長さが短いといった特徴がある。

## 主な種類
横形ナックルプレス
フレーム形状が横形フレームで構成され、単一のトグルジョイントにより一つのスライドを駆動するナックルプレス。
ストレートサイド形ナックルプレス
フレーム形状がストレートサイド形フレームで構成される単動のナックルプレス。
C形ナックルプレス
フレーム形状がC形フレームで構成される単動のナックルプレス。